# Los venenos
Los venenos es un cuento autobiográfico aparecido en la primera edición de Final del juego de Julio Cortázar, publicado en 1956 por la editorial mexicana Los Presentes y fue traducido a diferentes idiomas como el francés, inglés, alemán y portugués. Hace mención a un episodio de su niñez cuando un tío compró una máquina para matar hormigas en el patio de su casa.
En 1995 Ediciones Colihue SRL publicó una reseña de obras de Cortázar titulada «Los venenos y otros textos: antología I». Mare Nostrum Comunicación hizo lo propio con «Los venenos y otros cuentos» en 2004.

## Resumen
Es un niño el que nos habla en primera persona, a su modo y a sus tiempos. Para el narrador, la tranquilidad del verano en Banfield se ve afectada por la llegada del tío Carlos y una máquina para matar hormigas, que será objeto de su atención y entusiasmo por unos días. El relato se adentra con sutileza en la configuración típica de estos días de verano en las pequeñas ciudades: las horas interminables buscando algo para hacer; el Billiken, los juegos en el patio -terreno de aprendizaje de todo niño-, y el recreo durante la siesta.